# Helia Bravo Hollis
Helia Bravo Hollis (30 septembre 1901 - 26 septembre 2001) est une botaniste mexicaine, spécialiste de l'étude des cactus à l'université nationale autonome du Mexique (UNAM).

## Biographie
Helia Bravo Hollis est née le 30 septembre 1901 dans la ville de Mixcoac, devenue un quartier de Mexico.
Alors qu'elle était prédestiné à des études de médecine, elle se dirige vers la biologie et devient en 1927 la première biologiste diplômée au Mexique. Lors de la création de l'UNAM en 1929 elle est chargée de la constitution de l'herbier de l'université.
Au cours de sa carrière elle participe à la rédaction de près de 200 articles.